# 1640 în literatură
- 1639 în literatură — 1640 în literatură — 1641 în literatură

Anul 1640 în literatură a implicat o serie de evenimente semnificative. 

## Cărți noi

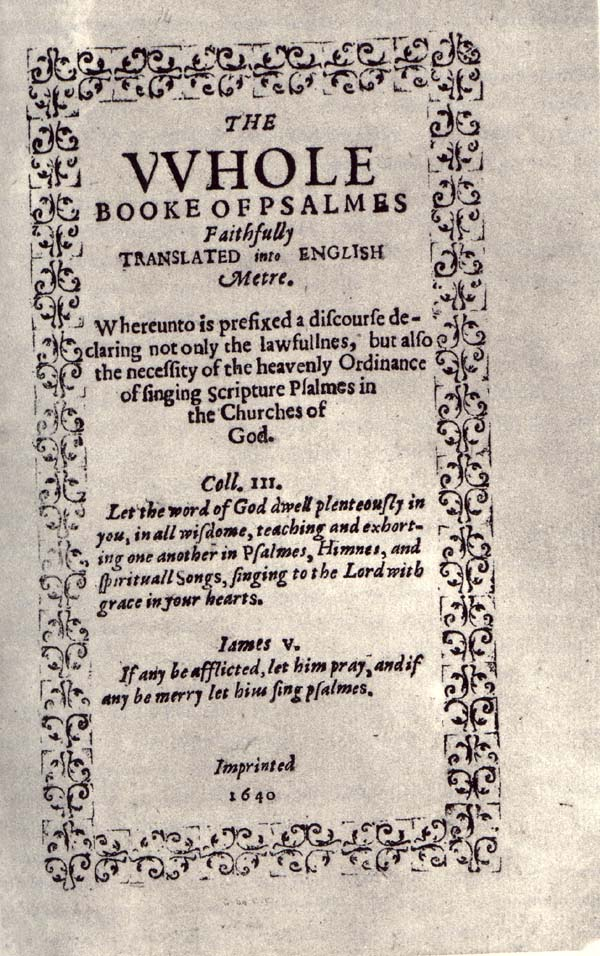
Bay Psalm Book - 1640

- Bay Psalm Book, prima carte tipărită din America de Nord (la Cambridge, Massachusetts)
- Diego de Saavedra Fajardo - Idea de un principe plotico cristiano
- Thomas Fuller - Joseph's partly-coloured Coat
- James Howell - Dodona's Grove
- Cornelius Jansen - Augustinus
- John Wilkins - A Discourse Concerning a New Planet

## Decese
Format:1640